# Bodenseeufer (Gmk. Litzelstetten, Dingelsdorf, Dettingen)
Das Bodenseeufer (Gmk. Litzelstetten, Dingelsdorf, Dettingen) ist ein Naturschutzgebiet auf dem Gebiet der Konstanzer Stadtteile Litzelstetten, Dingelsdorf und Dettingen im baden-württembergischen Landkreis Konstanz in Deutschland.

## Beschreibung
Das Schutzgebiet umfasst rund 247 Hektar der Ufer- und Flachwasserzone des Überlinger Sees, die sich auf drei voneinander getrennte Gebiete zwischen den Ortschaften Wallhausen und Litzelstetten verteilen. Erste Abschnitte wurden bereits 1961 als Naturschutzgebiet ausgewiesen.

## Schutzzweck
Wesentlicher Schutzzweck ist die Erhaltung der landwirtschaftlich genutzten Teilgebiete als Reste des noch unbebauten Ufers des Bodensees sowie der Uferstreifen mit Schilfröhricht, Großseggenriede und artenreichen Pfeifengraswiesen.